# 1634
Реформація •  Епоха великих географічних відкриттів •  Ганза •  Нідерландська революція •  Річ Посполита •  Запорозька Січ

## Геополітична ситуація
Османську імперію очолює Мурад IV (до 1640). Під владою османського султана перебувають Близький Схід та Єгипет, Середземноморське узбережжя Північної Африки, частина Закавказзя, значні території в Європі: Греція, Болгарія і Сербія. Васалами османів є Волощина та Молдова.
Священна Римська імперія — наймогутніша держава Європи. Її територія охоплює, крім німецьких земель, Угорщину з Хорватією, Богемію, Північну Італію. Її імператором є Фердинанд II з родини Габсбургів (до 1637). Фердинанд III Габсбург — король Угорщини. На території імперії триває Тридцятирічна війна.
Габсбург Філіп IV Великий є королем Іспанії (до 1665) та Португалії. Йому належать Іспанські Нідерланди, південь Італії, Нова Іспанія, Нова Гранада та Нова Кастилія в Америці, Філіппіни. Португалія, попри правління іспанського короля, залишається незалежною. Вона має володіння в Бразилії, в Африці, в Індії, на Цейлоні, в Індійському океані й Індонезії.
Північ Нідерландів займає Республіка Об'єднаних провінцій. Король Франції — Людовик XIII Справедливий (до 1643). Королем Англії є Карл I (до 1640). Король Данії та Норвегії — Кристіан IV Данський (до 1648), королева Швеції — Христина I (до 1654). На Апеннінському півострові незалежні Венеційська республіка та Папська область.
Королем Речі Посполитої, якій належать українські землі, є Владислав IV Ваза (до 1648). На півдні України існує Запорозька Січ.
Царем Московії є Михайло Романов (до 1645). Існують Кримське ханство, Ногайська орда.
В Ірані правлять Сефевіди.
Значними державами Індостану є Імперія Великих Моголів, Біджапурський султанат, султанат Голконда, Віджаянагара. У Китаї править династія Мін, маньчжури утворили династію Пізня Цзінь. В Японії триває період Едо.

## Події

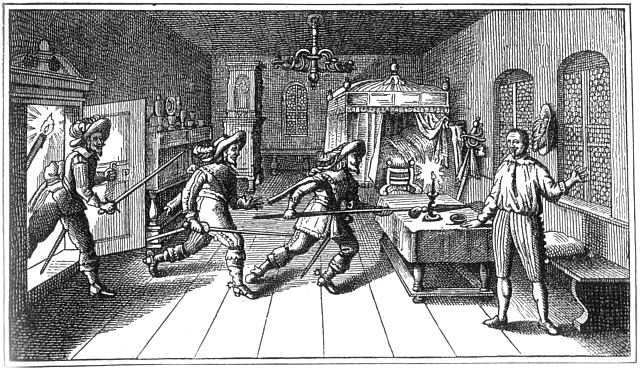
Убивство Валленштейна.

- Османський султан Мурад IV оголосив війну Речі Посполитій, однак у жовтні було підписано мир, за яким османи визнали протекторат Речі Посполитої над Молдовським князівством.
- Смоленська війна між Річчю Посполитою та Московщиною завершилася підписанням Поляновського миру.
- Господарем Молдови став Василь Лупул.
- Тридцятирічна війна;
  - 25 лютого у місті Егер убито звинуваченого в державній зраді головнокомандувача військ Священної Римської імперії генералісимуса Альбрехта Валленштайна.
  - Імперські війська розгромили шведів у битві при Нордлінгені.
  - У вересні у війну вступила на боці протестантів Франція. 14 вересня французькі війська увійшли в Філіппсбур, 1 листопада — Кольмар.
- Нідерландці захопили Кюрасао.
- Засновано броварню Paulaner в Німеччині.
- Скінчилася Ногайсько-калмицька війна.
- Постало Джунгарське ханство.

## Народились
Див. також Категорія:Народились 1634

## Померли
Див. також Категорія:Померли 1634